# Новачук Артем Юрійович
Арте́м Ю́рійович Новачу́к (2005—2024) — солдат Національної гвардії України, учасник російсько-української війни.

## Життєпис
Народився 02.06.2005 в м. Нетішин на Хмельниччині. У 2016 році родина переїхала в Ірпінь. Тут Артем навчався до 9 класу в ліцеї № 2. У 2023 році закінчив Ірпінський фаховий коледж економіки та права за спеціальністю «Фінанси, банківська справа та страхування» і вступив на 1 курс факультету фінансів та цифрових технологій Державного податкового університету.
Коли розпочалася повномасштабна війна, Артему було лише 16 років, та юний вік не зупинив хлопця. Улітку 2023, після настання повноліття, здійснив свою мрію — вступив в ОСП НГУ «АЗОВ» і вирушив на війну.
Отримав військову посаду — майстер відділення технічного обслуговування автомобільної техніки 4-го батальйону 12 бригади спеціального призначення імені Дмитра Вишневецького.
У листопаді 2023 року після контузії був списаний в штабний резерв, але залишився на позиціях лиманського напрямку.
Отримавши осколкове поранення в спину, поперек та шию, за декілька днів виписався з лікарні і знову повернувся у стрій. «Там мої! І хто якщо не я!» — таким було пояснення Артема.
Під час відновлення тренував новобранців, ділився з ними власним досвідом та продовжував невпинно працювати попри сильні болі.
Про участь у бойових діях рідним не повідомляв.
Загинув 27 січня 2024 року при виконанні бойового завдання на території Серебрянського лісництва в районі населеного пункту Діброва на Луганщині, від смертельних уламкових поранень під час гранатометного обстрілу.
Поховали на батьківщині батьківської родини на Рівненщині.